# Bistum Willemstad

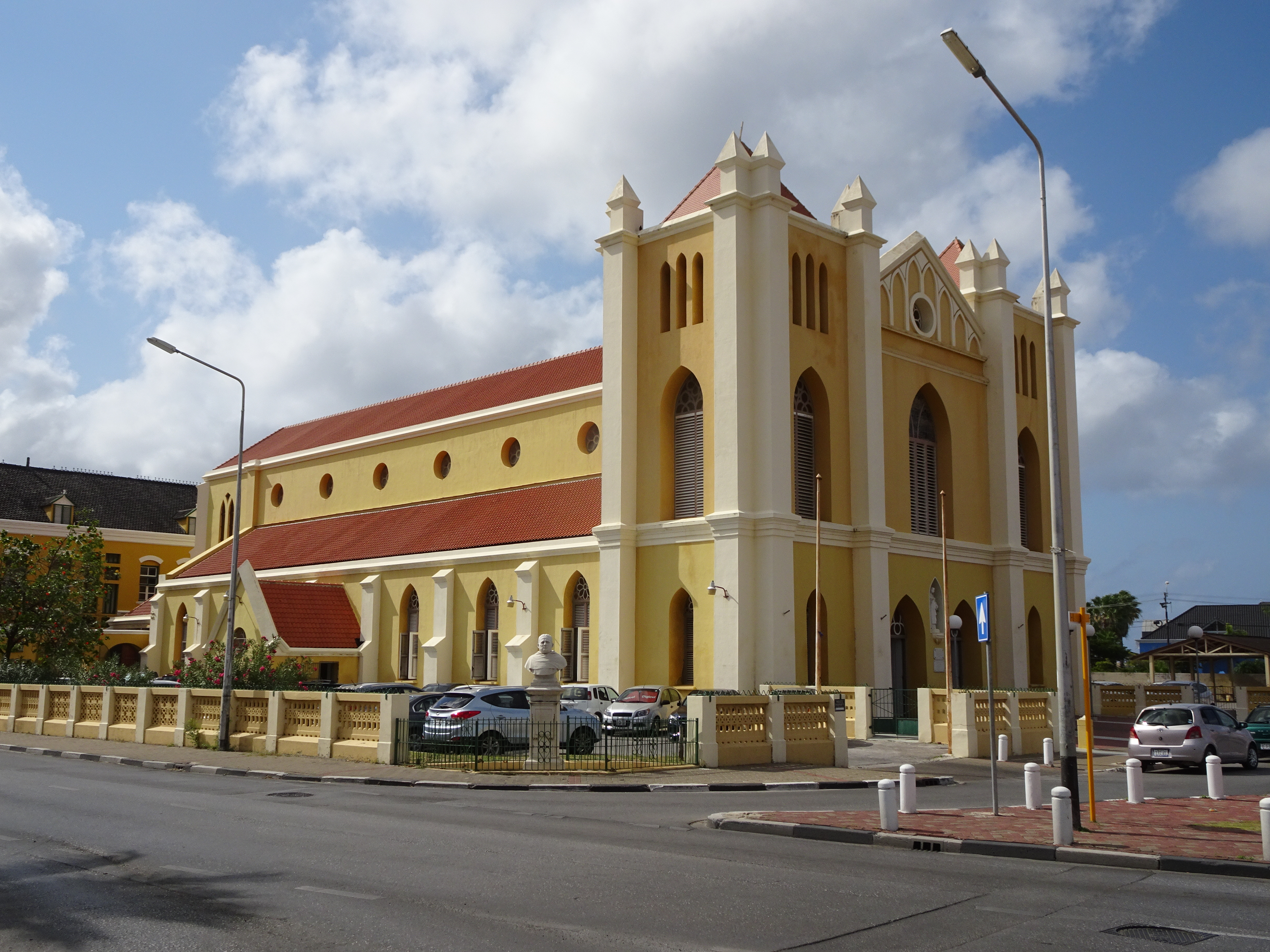
Katholische Kathedrale Willemstad

Das Bistum Willemstad (lat.: Dioecesis Gulielmopolitana) ist eine römisch-katholische Diözese mit Sitz in Willemstad auf Curaçao. Es umfasst die Teilstaaten Aruba, Curaçao und Sint Maarten sowie die Karibischen Niederlande (Bonaire, Saba und Sint Eustatius).

## Geschichte
1752 wurde die Apostolische Präfektur Curaçao durch Papst Benedikt XIV. aus Gebietsabtretungen des Bistums Caracas errichtet. Die Apostolische Präfektur Curaçao wurde am 20. September 1842 durch Papst Gregor XVI. zum Apostolischen Vikariat erhoben.
Am 28. April 1958 wurde das Apostolische Vikariat Curaçao durch Papst Pius XII. zum Bistum erhoben und in Bistum Willemstad umbenannt. Das Bistum Willemstad wurde dem Heiligen Stuhl direkt unterstellt (immediat). Am 29. Juli 1968 wurde das Bistum Willemstad durch Papst Paul VI. mit der Apostolischen Konstitution Si quis mente dem Erzbistum Port of Spain als Suffraganbistum unterstellt.

## Ordinarien

### Apostolische Präfekten von Curaçao
- Martinus Johannes Niewindt, 1824–1842

### Apostolische Vikare von Curaçao
- Martinus Johannes Niewindt, 1842–1860
- Johannes Kistemaker, 1860–1866
- Petrus Hendricus Josephus van Ewyk OP, 1869–1886
- Ceslaus Heynen OP, 1886–1887
- Alphonsus Joosten OP, 1888–1896
- Ambrosius Jacobus van Baars, OP, 1897–1910
- Michael Antonio Maria Vuylsteke OP, 1910–1930
- Pietro Giovanni Umberto Verriet OP, 1931–1948
- Antonio Ludovico Van der Veen Zeppenfeldt OP, 1948–1956
- Johannes Maria Michael Holterman OP, 1956–1958

### Bischöfe von Willemstad
- Joannes Maria Michael Holterman OP, 1958–1973
- Wilhelm Michel Ellis, 1973–2001
- Luigi Antonio Secco SDB, 2001–2025
  - Sedisvakanz seit 7. Januar 2025